# Хазелбург
Хазелбург (фр. Haselbourg) насеље је и општина у североисточној Француској у региону Лорена, у департману Мозел која припада префектури Сарбур.
По подацима из 2011. године у општини је живело 322 становника, а густина насељености је износила 52,7 становника/km². Општина се простире на површини од 6,11 km². Налази се на средњој надморској висини од 450 метара (максималној 501 m, а минималној 225 m).

## Демографија
| 1962. | 1968. | 1975. | 1982. | 1990. | 1999. | 2011. |
| ----- | ----- | ----- | ----- | ----- | ----- | ----- |
| 262   | 265   | 290   | 299   | 351   | 305   | 322   |

График промене броја становника у току последњих година